# Euxoa terrena
Euxoa terrena är en fjärilsart som beskrevs av Corti. Euxoa terrena ingår i släktet Euxoa och familjen nattflyn. Inga underarter finns listade i Catalogue of Life.